# Statores
Les statores sont des militaires de l’armée romaine antique.
En province, ils étaient présents auprès des légats légionnaires, des préfets d’aile et du préfet d’Égypte.
À Rome, auprès de l’empereur, où ils étaient désignés statores Augusti (statores praetorianorum à partir du IIIe siècle), ils formaient un numerus dépendant des préfets du prétoire. Ce numerus se constituait de cinq centuries de principales qui s’occupaient de la police militaire.
À leur tête, il y avait un curator statorum et un praefectus statorum